# European Tour 2009
European Tour 2009 bylo koncertní turné americké blues rockové hudební skupiny ZZ Top, konané v roce 2009. První vystoupení při tomto turné se konalo v Pražské Tesla Aréně.

## Koncerty
| Datum           | Město              | Stát               | Místo                  |
| --------------- | ------------------ | ------------------ | ---------------------- |
| 26. květen 2009 | Praha              | Česko              | Tesla Aréna            |
| 27. květen 2009 | Leipzig            | Německo            | Arena Leipzig          |
| 29. květen 2009 | Berlín             | Německo            | Zitadelle              |
| 30. květen 2009 | Hamburg            | Německo            | Stadtpark              |
| 31. květen 2009 | Jelling            | Dánsko             | Jelling Music Festival |
| 2. červen 2009  | Oslo               | Norsko             | Sentrum Scene          |
| 3. červen 2009  | Karlstad           | Švédsko            | Löfbergs Lila Arena    |
| 4. červen 2009  | Norje              | Švédsko            | Sweden Rock Festival   |
| 6. červen 2009  | Schwäbisch Gmünd   | Německo            | Schießtalplatz         |
| 7. červen 2009  | Mainz              | Německo            | Zitadelle Mainz        |
| 9. červen 2009  | Mnichov            | Německo            | Zenith                 |
| 10. červen 2009 | Crans-près-Céligny | Švýcarsko          | Caribana Festival      |
| 12. červen 2009 | Brusel             | Belgie             | Forest National        |
| 14. červen 2009 | Castle Donington   | Spojené království | Download Festival      |